# Corythucha heidemanni
Corythucha heidemanni är en insektsart som beskrevs av Drake 1918. Corythucha heidemanni ingår i släktet Corythucha och familjen nätskinnbaggar. Inga underarter finns listade i Catalogue of Life.